# 王姬 (陈顼)
王姬（?—?），中国南北朝南朝陈宣帝陈顼的妃嫔。
王姬在生陈顼第十三子陈叔彪，572年后来又生陈顼第十八子陈叔雄。陈叔彪被封为淮南王，陈叔雄被封为巴山王。祯明三年（589年）正月，陈朝灭亡后，陈叔彪、陈叔雄和大哥陈叔宝一起归顺隋朝，被隋朝迁入关中。在长安去世。